# 100-km-Straßenlauf-Europameisterschaften

World-Athletics-Logo

Die 100-km-Straßenlauf-Europameisterschaften sind ein seit 1992 von der International Association of Ultrarunners (IAU) mit einem örtlichen Ausrichter unter der Schirmherrschaft des internationalen Leichtathletikverbandes World Athletics ausgerichtete Ultramarathon-Wettkämpfe, die als Straßenlauf über eine Distanz von 100 km ausgetragen werden. Der Wettkampf besteht aus Einzel- und Mannschaftsländerwertungen, wobei die Zeiten der führenden drei Läufer pro Land aggregiert werden.

## Geschichte
Die Europameisterschaften wurden fünf Jahre nach der Weltmeisterschaften über diese Distanz von der IAU ins Leben gerufen. Bis 2013 fanden die Europameisterschaften jährlich und von 2007 bis 2012 parallel mit den Weltmeisterschaften statt, indem die europäischen Läufer für den kontinentalen Wettbewerb separat gewertet wurden.

## 100-km-Straßenlauf-Europameisterschaften

### Wettkämpfe
|     | Jahr | Datum           | Land        | Ort/Veranstaltung                               | Zieleinläufe         | Ergebnisse                            |
| --- | ---- | --------------- | ----------- | ----------------------------------------------- | -------------------- | ------------------------------------- |
| 01. | 1992 | 12. September   | Niederlande | Winschoten                                      | 101 (89 m, 12 w)     | Resultaten, Ergebnisliste             |
| 02. | 1993 | 18. September   | Niederlande | Winschoten                                      | 114 (92 m, 22 w)     | Resultaten, Ergebnisliste             |
| 03. | 1994 | 3. September    | Niederlande | Winschoten                                      | 137 (107 m, 30 w)    | Resultaten, Ergebnisliste             |
| 04. | 1995 | 27. Mai         | Frankreich  | Chavagnes-en-Paillers 8ème Les 100 km de Vendée | 458 (425 m, 33 w)    | Ergebnisliste                         |
| 05. | 1996 | 25. August      | Frankreich  | Cléder                                          | 471 (427 m, 44 w)    | Ergebnisliste                         |
| 06. | 1997 | 31. Mai/1. Juni | Italien     | Florenz-Faenza                                  | 1081 (995 m, 86 w)   | Dati, Ergebnisliste                   |
| 07. | 1998 | 19./20. Juni    | Belgien     | Torhout 19. Nacht van Vlaanderen                | 83 (63 m, 20 w)      | Ergebnisliste                         |
| 08. | 1999 | 11. September   | Niederlande | Winschoten                                      | 75 (57 m, 18 w)      | Resultaten, Ergebnisliste             |
| 09. | 2000 | 29./30. April   | Frankreich  | Belvès 100 km du Périgord Noir                  | 63 (47 m, 16 w)      | Résultats, Ergebnisliste              |
| 10. | 2001 | 29. September   | Niederlande | Winschoten                                      | 87 (67 m, 20 w)      | Resultaten, Ergebnisliste             |
| 11. | 2002 | 14. September   | Niederlande | Winschoten                                      | 101 (75 m, 26 w)     | Resultaten, Ergebnisse, Ergebnisliste |
| 12. | 2003 | 19. April       | Russland    | Tschernogolowka                                 | 85 (59 m, 26 w)      | Ergebnisse, Ergebnisliste             |
| 13. | 2004 | 30./31. Mai     | Italien     | Florenz-Faenza                                  | 1179 (1052 m, 127 w) | Dati, Ergebnisse, Ergebnisliste       |
| 14. | 2005 | 10. September   | Niederlande | Winschoten                                      | 117 (90 m, 27 w)     | Ergebnisliste                         |
| 15. | 2006 | 16./17. Juni    | Belgien     | Torhout 27. Nacht van Vlaanderen                | 128 (103 m, 25 w)    | Results, Ergebnisse, Ergebnisliste    |
| 16. | 2007 | 8. September    | Niederlande | Winschoten                                      | 83 (53 m, 30 w)      | Results, Ergebnisse, Ergebnisliste    |
| 17. | 2008 | 8. November     | Italien     | Tuscania-Tarquinia                              | 101 (67 m, 34 w)     | Ergebnisliste                         |
| 18. | 2009 | 19./20. Juni    | Belgien     | Torhout 30. Nacht van Vlaanderen                | 93 (60 m, 33 w)      | Résultats, Ergebnisse, Ergebnisliste  |
| 19. | 2010 | 7. November     | Gibraltar   | Gibraltar                                       | 102 (69 m, 33 w)     | Ergebnisse, Wertungen, Ergebnisliste  |
| 20. | 2011 | 10. September   | Niederlande | Winschoten                                      | 106 (73 m, 33 w)     | Results, Ergebnisse, Ergebnisliste    |
| 21. | 2012 | 22. April       | Italien     | Seregno                                         | 102 (72 m, 30 w)     | Ergebnisse, Wertung, Ergebnisliste    |
| 22. | 2013 | 27./28. April   | Frankreich  | Belvès                                          | 75 (49 m, 26 w)      | Résultats, Ergebnisliste              |
| 23. | 2015 | 12. September   | Niederlande | Winschoten                                      | 161 (106 m, 55 w)    | Ergebnisse                            |
|     | 2017 |                 | -           | ausgefallen                                     | -                    |                                       |
|     | 2019 |                 |             |                                                 |                      |                                       |

### Siegerliste Frauen
|     | Jahr | 1. Platz                           | Zeit      | 2. Platz                         | Zeit      | 3. Platz                          | Zeit      |
| --- | ---- | ---------------------------------- | --------- | -------------------------------- | --------- | --------------------------------- | --------- |
| 01. | 1992 | Hilary Walker Großbritannien       | 7:55:12   | Viviane VanderHaeghen Belgien    | 7:59:19   | Eleanor Robinson Großbritannien   | 8:06:18   |
| 02. | 1993 | Marta Vass Ungarn                  | 7:43:16   | Hilary Walker Großbritannien     | 7:50:09   | Eleanor Robinson Großbritannien   | 8:02:24   |
| 03. | 1994 | Valentina Lyakhova Russland        | 7:36:39   | Nursiya Bagmanova Russland       | 7:52:59   | Elena Bikulova Russland           | 7:46:35   |
| 04. | 1995 | Isabelle Olive Frankreich          | 7:43:14   | Lynn Harding Großbritannien      | 7:52:23   | Daniele Geffroy Frankreich        | 7:54:10   |
| 05. | 1996 | Carolyn Hunter-Rowe Großbritannien | 7:41:29   | Martine Cubizolles Frankreich    | 7:49:09   | Huguette Jouault Frankreich       | 7:51:54   |
| 06. | 1997 | Olga Lapina Russland               | 8:13:49   | Jutta Philippin Deutschland      | 8:20:07   | Sybille Möllensiep Deutschland    | 8:23:42   |
| 07. | 1998 | Svetlana Savoskina Russland        | 7:45:43   | Alzira Lario Portugal            | 7:58:36   | Elena Bikulova Russland           | 8:05:03   |
| 08. | 1999 | Elvira Kolpakova Russland          | 7:33:39   | Magali Reymonencq Frankreich     | 7:55:35   | Elena Bikulova Russland           | 8:05:03   |
| 09. | 2000 | Edit Bérces Ungarn                 | 7:53:12   | Karine Herry Frankreich          | 8:06:46   | Alzira Lario Portugal             | 8:16:53   |
| 10. | 2001 | Ricarda Botzon Deutschland         | 7:31:55   | Marina Bychkova Russland         | 7:37:02   | Karine Herry Frankreich           | 7:42:36   |
| 11. | 2002 | Elvira Kolpakova Russland          | 7:24:52   | Monica Casiraghi Italien         | 7:33:14   | Danielle Sanderson Großbritannien | 7:47:30   |
| 12. | 2003 | Tatyana Zhirkova Russland          | 7:19:51   | Monica Casiraghi Italien         | 7:28:00   | Elena Nurgalyeva Russland         | 7:31:14   |
| 13. | 2004 | Monica Casiraghi Italien           | 8:03.03,8 | Karine Herry Frankreich          | 8:19:08,3 | Magali Reymonencq Frankreich      | 8:26:52,6 |
| 14. | 2005 | Monica Casiraghi Italien           | 7:53:25   | Birgit Schönherr Deutschland     | 7:53:28   | Karine Herry Frankreich           | 7:55:53   |
| 15. | 2006 | Birgit Schönherr Deutschland       | 7:58:44   | Laurence Klein Frankreich        | 7:59:22   | Christine Lelan Frankreich        | 8:01:54   |
| 16. | 2007 | Laurence Klein Frankreich          | 7:26:44   | Marina Myschlyanova Russland     | 7:39:20   | Monica Carlin Italien             | 7:40:38   |
| 17. | 2008 | Tatyana Zhirkova Russland          | 7:23:33   | Monica Carlin Italien            | 7:35:38   | Irina Vishnevskaya Russland       | 7:38:40   |
| 18. | 2009 | Irina Vishnevskaya Russland        | 7:46:26   | Monica Carlin Italien            | 7:53:58   | Helena Crossan Irland             | 8:04:40   |
| 19. | 2010 | Ellie Greenwood Großbritannien     | 7:29:05   | Monica Carlin Italien            | 7:30:50   | Lizzy Hawker Großbritannien       | 7:33:26   |
| 20. | 2011 | Marina Bychkova Russland           | 7:27:19   | Joanna Zakrzewski Großbritannien | 7:41:06   | Irina Vishnevskaya Russland       | 7:45:27   |
| 21. | 2012 | Kajsa Berg Schweden                | 7:35:23   | Irina Vishnevskaya Russland      | 7:36:01   | Judit Földingné Nagy Ungarn       | 7:43:55   |
| 22. | 2013 | Kajsa Berg Schweden                | 7:38:52   | Irina Antopova Russland          | 7:42:52   | Susan Harrison Großbritannien     | 7:48:12   |
| 23. | 2015 | Kajsa Berg Schweden                | 7:20:48   | Marija Vrajic Kroatien           | 7:27:11   | Joasia Zakrzewski Großbritannien  | 7:31:33   |
|     | 2017 |                                    | -         | ausgefallen                      | -         |                                   |           |
|     | 2019 |                                    |           |                                  |           |                                   |           |

### Siegerliste Männer
|     | Jahr | 1. Platz                      | Zeit      | 2. Platz                       | Zeit      | 3. Platz                            | Zeit      |
| --- | ---- | ----------------------------- | --------- | ------------------------------ | --------- | ----------------------------------- | --------- |
| 01. | 1992 | Jean-Paul Praet Belgien       | 6:16:41   | Bruno Scelsi Frankreich        | 6:42:40   | Aleksandr Masarygin Russland        | 6:44:20   |
| 02. | 1993 | Konstantin Santalov Russland  | 6:25:52   | Peter Hermans Belgien          | 6:33:57   | Mikhail Kokorev Russland            | 6:36:38   |
| 03. | 1994 | Jaroslaw Janicki Polen        | 6:33:43   | Andrzej Magier Polen           | 6:33:43   | Denis Gack Frankreich               | 6:37:47   |
| 04. | 1995 | Jaroslaw Janicki Polen        | 6:28:38   | Igor Ryabov Russland           | 6:30:04   | Andrzej Magier Polen                | 6:35:37   |
| 05. | 1996 | Jaroslaw Janicki Polen        | 6:33:39   | Jiří Jelínek Tschechien        | 6:38:15   | Andrzej Magier Polen                | 6:39:49   |
| 06. | 1997 | Aleksey Kononev Russland      | 6:47:35   | Grigoriy Murzin Russland       | 6:47:39   | Nikolay Buskarov Russland           | 6:47:57   |
| 07. | 1998 | Grigoriy Murzin Russland      | 6:23:28   | Dmitriy Radyuchenko Russland   | 6:34:40   | Nikolay Buskarov Russland           | 6:40:45   |
| 08. | 1999 | Pascal Fetizon Frankreich     | 6:39:16   | Mikhail Kokorev Russland       | 6:42:18   | Gilles Diehl Frankreich             | 6:44:39   |
| 09. | 2000 | Farid Ganiyev Russland        | 6:33:36   | Piotr Sekowski Polen           | 6:44:28   | Oleg Kharitonov Russland            | 6:47:00   |
| 10. | 2001 | Vladimir Netreba Russland     | 6:45:43   | Attila Vozar Ungarn            | 6:47:57   | Mirko Vindiš Slowenien              | 6:52:47   |
| 11. | 2002 | Pascal Fetizon Frankreich     | 6:34:16   | Denis Zhalybin Russland        | 6:36:21   | Oleg Kharitonov Russland            | 6:41:18   |
| 12. | 2003 | Farid Ganiyev Russland        | 6:28:27   | Grigoriy Murzin Russland       | 6:29:41   | Mario Ardemagni Italien             | 6:33:22   |
| 13. | 2004 | Mario Ardemagni Italien       | 6:31:44,7 | Fermin Martinez Spanien        | 6:48:07,0 | Simon Pride Großbritannien          | 6:48:47,7 |
| 14. | 2005 | Oleg Kharitonov Russland      | 6:30:31   | Mario Ardemagni Italien        | 6:40:39   | Pascal Fetizon Frankreich           | 6:50:22   |
| 15. | 2006 | Jose Maria Gonzales Spanien   | 6:23:44   | Dmitriy Bula Belarus           | 6:33:56   | Yannick Djouadi Frankreich          | 6:38:19   |
| 16. | 2007 | Oleg Kharitonov Russland      | 6:30:22   | Igor Tyazhkorov Russland       | 6:42:36   | Aleksey Izmaylov Russland           | 6:45:11   |
| 17. | 2008 | Giorgio Calcaterra Italien    | 6:37:41   | Jaroslaw Janicki Polen         | 6:40:44   | Miguel Ángel Jiménez Spanien        | 6:53:44   |
| 18. | 2009 | Jonas Buud Schweden           | 6:41:50   | Giorgio Calcaterra Italien     | 6:42:05   | Marco Boffo Italien                 | 6:45:39   |
| 19. | 2010 | Jonas Buud Schweden           | 6:47:40   | Aleksandr Holovnitskiy Ukraine | 6:51:03   | André Collet Deutschland            | 6:51:54   |
| 20. | 2011 | Giorgio Calcaterra Italien    | 6:27:32   | Pieter Vermeesh Belgien        | 6:47:01   | Jonas Buud Schweden                 | 6:52:19   |
| 21. | 2012 | Giorgio Calcaterra Italien    | 6:23:22   | Jonas Buud Schweden            | 6:28:59   | Alberico diCecco Italien            | 6:40:32   |
| 22. | 2013 | Asier Cuevas Ettcheto Spanien | 6:53:14   | Mickaël Boch Frankreich        | 6:56:49   | Jose-Antonio Requejo Santos Spanien | 6:57:02   |
| 23. | 2015 | Jonas Buud Schweden           | 6:22:44   | Asier Cuevas Ettcheto Spanien  | 6:35:49   | Giorgio Calcaterra Italien          | 6:36:49   |
|     | 2017 |                               | -         | ausgefallen                    | -         |                                     |           |
|     | 2019 |                               |           |                                |           |                                     |           |